# مها عمار
مها عمار (15 مارس 1994 -)، ممثلة مصرية.

## حياتها
ولدت عام 1994 لأم مصرية وأب سوري، ظهرت في بعض الإعلانات في طفولتها، اكتشفتها المخرجة ساندرا نشأت، واختارتها للعمل معها في فيلم (ليه خلتني أحبك) شاركت في فيلم (حرامية في كي جي تو) وحققت شهرة كبرى، كما قدمت برنامج تليفزيوني بعنوان (نجوم في كي جي تو).

## أعمالها

### الأفلام
- خالتي فرنسا (2004).
- سيب وأنا أسيب (2004).
- السلم والثعبان (2001).
- حرامية في كي جي تو (2001).
- ليه خلتني أحبك (2000).

### المسلسلات
- طريق الخوف (2008).
- بعد الفراق (2008).
- يحيا العدل (2002).

### أخرى
- صاحبة السعادة: 2014 - برنامج
- السهرة تحلى مع مدحت صالح: 2007 - برنامج

## روابط خارجية
- مها عمار على موقع الدهليز
- مها عمار على موقع قاعدة بيانات الأفلام العربية